# Anul Nou care n-a fost
Anul Nou care n-a fost (internationaler englischsprachiger Titel The New Year That Never Came) ist ein historisches Filmdrama und das Spielfilmdebüt von Bogdan Mureșanu. Die Handlung des Films geschieht an einem einzigen Tag Ende 1989 während der Revolution in Rumänien. Der Film mit Adrian Văncică, Nicoleta Hâncu, Iulian Postelnicu, Mihai Călin, Emilia Dobrin und Andrei Miercure in den Hauptrollen ist eine rumänische Produktion und feierte Anfang September 2024 bei den Internationalen Filmfestspielen von Venedig seine Premiere, wo er mit dem Hauptpreis in der Sektion Orizzonti ausgezeichnet wurde. Ende September 2024 kam er in die rumänischen Kinos.

## Handlung
Das Regime des kommunistischen Diktators Nicolae Ceaușescu in Rumänien liegt wenige Tage vor Weihnachten 1989 in den letzten Zügen. Die einfachen Leute in Bukarest wissen davon allerdings nichts, und die Nachrichten über einen Aufstand in der Stadt Timisoara und das darauffolgende Massaker an Demonstranten durch Regierungstruppen wurden unterdrückt und beschönigt.
Es ist der 20. Dezember. Ein Fernsehregisseur muss einen Weg finden, seine Show am Silvesterabend zu retten, nachdem die Hauptdarstellerin das Land verlassen hat. Die Theaterschauspielerin Florina soll sie ersetzen, doch die ist von der Vorstellung nicht sehr angetan, an einer Hommage für den Diktator Ceaușescu beteiligt zu sein, die das ganze Land im Fernsehen sehen kann. Durch ihre ablehnende Haltung wird Florina in ihrem Bekanntenkreis, der aus liberal denkenden Künstlern besteht, augenblicklich zur Paria.

## Produktion

### Regie und Drehbuch
„Ich persönlich glaube, dass der Kommunismus immer zum Scheitern verurteilt war. Wenn man versucht, eine Utopie zu erreichen, endet man stattdessen in einer Dystopie.“

Regie führte Bogdan Mureșanu. Er schrieb auch das Drehbuch. Anul Nou care n-a fost ist sein Spielfilmdebüt. Der rumänische Regisseur drehte in der Vergangenheit eine Reihe von Kurzfilmen. Bei der Verleihung des Europäischen Filmpreises 2020 wurde The Christmas Gift als bester Kurzfilm ausgezeichnet und gelangte bei der anschließenden Oscar-Verleihung unter die zehn Finalisten. Dieser Kurzfilm bildete die Grundlage für Anul Nou care n-a fost. Darin findet ein Vater heraus, dass sein kleiner Sohn einen Brief an den Weihnachtsmann geschickt hat, in dem er seinen Wunsch äußert, dass „Onkel Nick“ als Weihnachtsgeschenk für seinen Vater sterben möge. „Onkel Nick“ ist ein Spitzname, den das ganze Land dem allmächtigen, rumänischen Diktator Nicolae Ceaușescu gab. Mureșanu fügte dieser Geschichte für seinen Langfilm fünf weitere Geschichten hinzu. Diese seien von realen Ereignissen inspiriert und die meisten davon wirklich passiert, so der Regisseur.

### Besetzung und Dreharbeiten

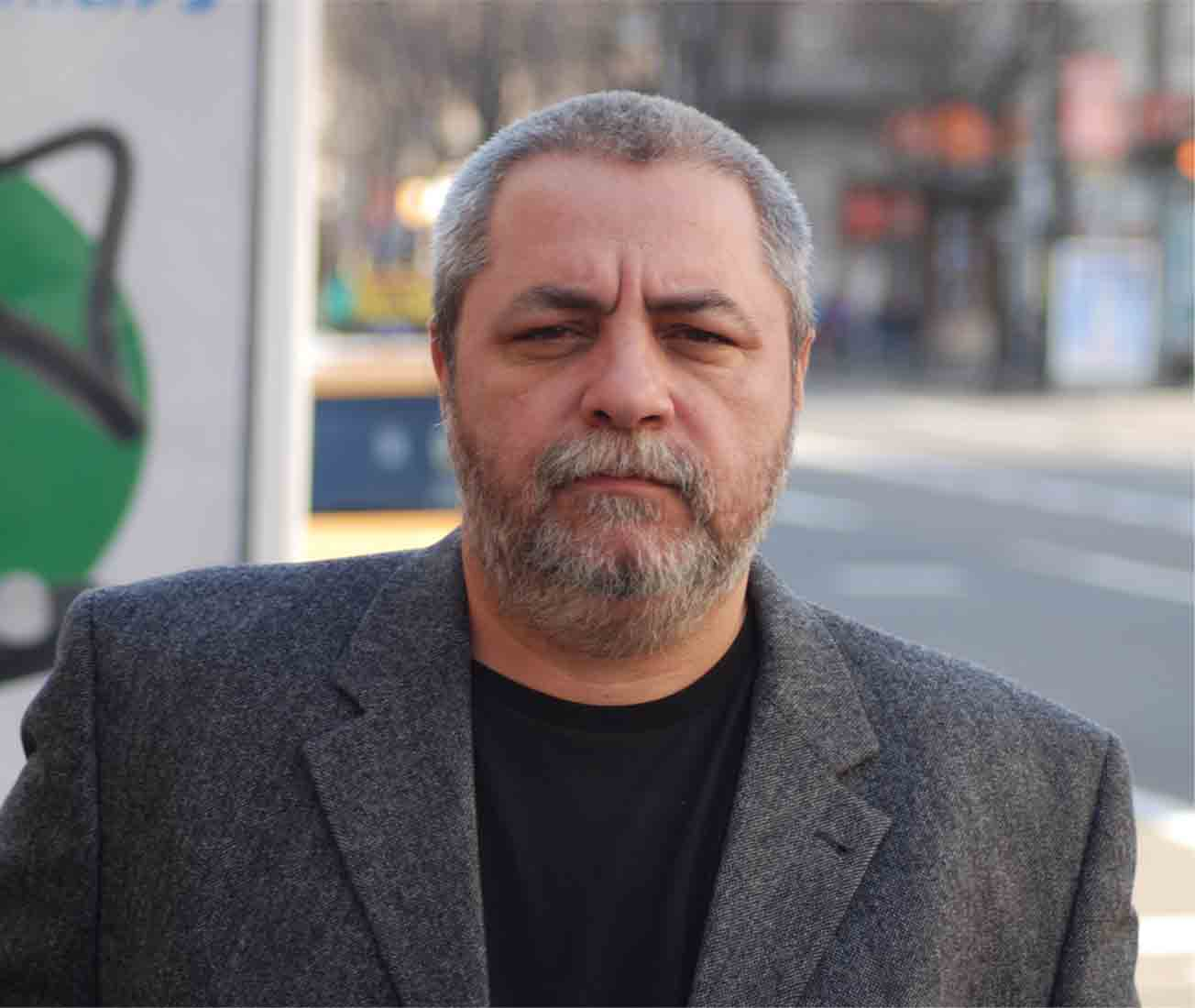
Ion Sapdaru spielt Genosse Vârtosu, den Generaldirektor des Rumänischen Fernsehens

Adrian Vancica spielt den Fabrikarbeiter Gelu. Er war in Mureșanus The Christmas Gift in der Rolle des Vaters zu sehen. Emilia Dobrin spielt Margareta Dincă, deren Haus abgerissen werden soll, und Iulian Postelnicu ihren Sohn Ionuț, einen Securitate-Offizier. Andrei Miercure spielt den Studenten Laurentiu Silvestru und Mihai Calin dessen Vater Stefan, der für das staatliche Fernsehen arbeitet. Ion Sapdaru spielt Genosse Vîrtosu, den Generaldirektor des Rumänischen Fernsehens. Marian Râlea spielt den Produktionsleiter Mihalcea und Radu Gabriel den Kameramann Gabi. Nicoleta Hâncu und Victoria Răileanu sind in den Rollen der Schauspielerinnen Florina und Lili zu sehen.
Die Dreharbeiten fanden größtenteils in der rumänischen Hauptstadt Bukarest und Umgebung statt. Weitere Aufnahmen entstanden in Gostinu, einer Gemeinde etwa eine Stunde außerhalb von Bukarest. Der Film wurde im 4:3-Format gedreht. Als Kameraleute fungierten Boroka Biro und Tudor Platon.

### Veröffentlichung
Der Film feierte am 1. September 2024 bei den Internationalen Filmfestspielen von Venedig seine Premiere. Am 27. September 2024 kam er in die rumänischen Kinos. Im Oktober 2024 wurde er beim Zurich Film Festival und bei der B3 Biennale des bewegten Bildes gezeigt. Im November 2024 wurde er beim Filmfestival Cottbus gezeigt. Im Januar 2025 wurde The New Year That Never Came beim Palm Springs International Film Festival vorgestellt. Ende Januar, Anfang Februar 2025 wurde der Film beim Göteborg International Film Festival vorgestellt. Im März 2025 wurde er beim Febiofest Bratislava vorgestellt. In Frankreich wird der Film von Memento Distribution vertrieben. Der Kinostart dort war am 26. März 2025. Im April 2025 wird der Film beim Lichter Filmfest vorgestellt. Ende April, Anfang Mai 2025 wird er bei Crossing Europe gezeigt. Ebenfalls im Mai 2025 wird er beim Seattle International Film Festival gezeigt.

## Rezeption

### Kritiken
Tom von Arx schreibt in seiner Kritik für outnow.ch, der freiheitsorgiastische Schluss, bei dem untermalt von Maurice Ravels Boléro ganz dick aufgetragen werde, funktioniere, berühre und nehme mit. Hinter dem Offensichtlichen habe sich bis dahin eine Spannung aufgebaut, die sich erst am Schluss bemerkbar mache, wenn endlich die Revolution gelingt. Zwar bekomme man die Atmosphäre in diesem Staat, in dem kaum jemand ernsthaft eine glorreiche Zukunft sieht, schnell mit, die sechs mal mehr, mal weniger elegant miteinander verknüpften Erzählstränge auseinanderzuhalten gelinge jedoch weniger. Der Film lasse sich zwar durchaus lesen als eine Bekräftigung der rumänischen Demokratie, könne aber auch, da man das Ganze gut ohne historisches Wissen über Rumänien versteht, als Erinnerung an die europäischen Werte interpretiert werden: „Eine Demokratie ist leicht aufgegeben, aber hart erkämpft.“
Pablo Gross schreibt in seiner Kritik, The New Year That Never Came zeichne sich durch seine tiefgreifende und differenzierte Betrachtung eines historischen Ereignisses durch das Prisma alltäglicher Erfahrungen aus. Der Film feiere den anonymen Widerstand und die Würde derer, die mit ihren kleinen und großen Taten Teil der Geschichte wurden. Der Film konzentriere sich nicht auf Helden oder historische Figuren, sondern auf gewöhnliche Menschen, deren Geschichten und kleine Entscheidungen die Widersprüche, Unterdrückung und Absurdität eines zusammenbrechenden Systems widerspiegelten. Die unterschiedlichen Perspektiven dieser Charaktere fange die Vielfalt der Erfahrungen und Reaktionen auf das Regime ein, von Angst und Resignation bis hin zu Widerstand und Ironie. Durch die Annäherung an diesen historischen Zeitraum aus der Perspektive verschiedener Personen gelinge es dem Film, einen Kontext zu humanisieren, der in anderen Geschichten normalerweise vereinfacht oder idealisiert erscheine. Eines der wirkungsvollsten ästhetischen Elemente von The New Year That Never Came sei die Verwendung des 4:3-Formats. Dieses erinnere an die täglichen Fernsehübertragungen und verstärke das Gefühl von Klaustrophobie und ständiger Überwachung einer Gesellschaft, in der jede Handlung und jedes Wort beobachtet und bestraft werden kann. Die gedämpfte Farbpalette und die Handkamera würden ebenfalls zu dieser Atmosphäre latenter Spannung beitrage und sorgten dafür, dass die historische Erzählung beim Betrachter eine tiefe Resonanz findet. Während sich die Geschichten der Charaktere weiterentwickeln und ineinandergreifen, werde die Diskrepanz zwischen offizieller Propaganda und der Realität, in der die Menschen leben, deutlich. Durch den Filmschnitt, der Fiktion mit Archivbildern verbindet, fange der Film die chaotische und aufgeheizte Energie eines Volkes ein, das zwar schweigt, aber im Begriff ist, seine Stimme auf der Suche nach Freiheit zu erheben. Weit entfernt von einer idealisierten oder übermäßig feierlichen Darstellung biete Bogdan Mureşanu eine Ausgewogenheit und menschliche Sichtweise, die es dem Betrachter ermöglicht zu verstehen, wie sich das Ende einer Diktatur auf Menschen unterschiedlicher Herkunft und Motivation auswirkt.

### Auszeichnungen
Anul Nou care n-a fost befindet sich in der Vorauswahl zum Europäischen Filmpreis 2024. Im Folgenden eine Auswahl von Nominierungen und Auszeichnungen.
Arras Film Festival 2024
- Nominierung im European Competition
- Auszeichnung als Bester Regisseur mit dem Silver Atlas (Bogdan Mureșanu)
- Auszeichnung mit dem Youth Jury Prize (Bogdan Mureșanu)[23][24]

B3 Biennale des bewegten Bildes 2024
- Auszeichnung als Bester Spielfilm (Bogdan Mureșanu)[25][26]

Cairo International Film Festival 2024
- Auszeichnung mit der Goldenen Pyramide im Internationalen Wettbewerb[27]

Crossing Europe 2025
- Auszeichnung als Bester Spielfilm – Competition Fiction (Bogdan Mureșanu)[28]

Europäischer Filmpreis 2024
- Nominierung als Bester Nachwuchsfilm (Bogdan Mureșanu)

Internationale Filmfestspiele von Venedig 2024
- Auszeichnung als Bester Film in der Sektion Orizzonti
- Lobende Erwähnung beim Authors under 40 Award – für die Kameraarbeit (Tudor Platon und Boroka Biro)
- Auszeichnung  FIPRESCI-Preis in der Sektion Orizzonti (Bogdan Mureșanu)[29]

Les Arcs Film Festival 2024
- Nominierung für den Crystal Arrow im Hauptwettbewerb[30]

Luxembourg City Film Festival 2025
- Auszeichnung mit dem Grand Prix als Bester Film (Bogdan Mureşanu)
- Auszeichnung mit dem FIPRESCI-Preis (Bogdan Mureşanu)[31]

Palm Springs International Film Festival 2025
- Auszeichnung mit dem New Voices New Visions Award[32]

Premiilor Gopo 2025
- Auszeichnung als Bester Film (Bogdan Mureşanu)
- Auszeichnung als Bester Debütfilm (Bogdan Mureşanu)
- Auszeichnung für die Beste Regie (Bogdan Mureşanu)
- Auszeichnung für das Beste Drehbuch (Bogdan Mureşanu)
- Auszeichnung als Bester Hauptdarsteller (Adrian Văncică)
- Auszeichnung als Beste Hauptdarstellerin (Nicoleta Hâncu)
- Auszeichnung für den Besten Filmschnitt (Vanja Kovačević und Mircea Lăcătuș)
- Auszeichnung für den Besten Ton (Sebastian Zsemlye)
- Auszeichnung für das Beste Szenenbild (Iulia Fulicea und Victor Fulicea)
- Auszeichnung für das Beste Make-up und Hairstyling (Iulia Roșeanu und Domnica Bodogan)[33]

Seattle International Film Festival 2025
- Nominierung im Offiziellen Wettbewerb
- Special Jury Mention im Offiziellen Wettbewerb[20][34]

Transilvania International Film Festival 2025
- Auszeichnung als Bester Spielfilm der Romanian Days[35]

Trieste Film Festival 2025
- Nominierung im Spielfilmwettbewerb[36]

Zagreb Film Festival 2024
- Nominierung für den Golden Pram Award[37]

Zurich Film Festival 2024
- Nominierung als Bester internationaler Film für das Goldene Auge (Bogdan Mureșanu)[5]